# Стармуж
Стармуж (рос. Суворово) — присілок в Бабаєвському районі Вологодської області.
Входить до складу Пожарського сільського поселення, з точки зору адміністративно-територіального поділу — до Пожарської сільради.
Відстань по автодорозі до районногу центра Бабаєво — 73 км, до центру муніципального утворення села Пожара — 3 км. Найближчі населені пункти — Андроново, Дійково, Пожара.
По перепису 2002 року населення — 7 осіб.